# Saxifraga taraktophylla
Saxifraga taraktophylla là một loài thực vật có hoa trong họ Saxifragaceae. Loài này được C. Marquand & Airy Shaw miêu tả khoa học đầu tiên năm 1929.